# 지정생존자
지정생존자(指定生存者, 영어: Designated survivor 데지그네이티드 서바이버[*])는 미국의 비상시 대통령 계승 절차이다. 미국의 대통령, 부통령, 정부 각료들이 한 자리에 모이는 미국 대통령 취임식이나 국정연설이 진행되는 동안, 비상사태에 대비하여 안전 시설에 대기하고 있는 미국 대통령 계승순위 내 지정된 한 명이다. 지정생존자는 미국에서 총기 난사, 테러, 핵무기 공격, 자연 재해 등이 발생해 지정생존자 이외의 대통령 계승 후보자가 전부 사망해도 대통령직을 승계해서 연방 정부의 기능이 그대로 유지되도록 하는 일종의 안전 장치이다.
현행법상 미국에서 출생한 35세 이상의 미국 시민권자로서 최소 14년 이상 미국에 거주한 각료만 지정생존자로 지정될 수 있다. 지정생존자로 지정된 각료는 대통령과 동등한 수준의 안전 보장을 위한 운송 수단이 제공된다. 미국 대통령의 핵가방인 뉴클리어 풋볼은 대통령과 마찬가지로 지정생존자의 보좌관이 휴대한다.

## 현행 계승 순위
《미국 헌법》과 《1947년 대통령 승계법》에 의거한 현행 계승 순위는 다음과 같으며, 이들 중 한 명이 지정생존자로 지정돼 행사 중 안전 시설에서 대기하게 된다.
| 설명 | 민주당 = 민 |
| 설명 | 공화당 = 공 |
| 설명 | 무소속 = 무 |
| 설명 | 승계 불능   |

| 순위 | 직위                | 현직                         |
| ---- | ------------------- | ---------------------------- |
| 1    | 부통령              | J. D. 밴스 (공)              |
| 2    | 하원 의장           | 마이크 존슨 (공)             |
| 3    | 상원 임시의장       | 척 그래슬리 (공)             |
| 4    | 국무부 장관         | 마르코 루비오 (공)           |
| 5    | 재무부 장관         | 스콧 베센트 (공)             |
| 6    | 국방부 장관         | 피트 헤그세스 (공)           |
| 7    | 법무부 장관         | 팸 본디 (공)                 |
| 8    | 내무부 장관         | 더그 버검 (공)               |
| 9    | 농무부 장관         | 브룩 롤린스 (공)             |
| 10   | 상업부 장관         | 하워드 러트닉 (공)           |
| 11   | 노동부 장관         | 공석 (공)                    |
| 12   | 보건복지부 장관     | 로버트 F. 케네디 주니어 (무) |
| 13   | 주택도시개발부 장관 | 스콧 터너 (공)               |
| 14   | 운수부 장관         | 숀 더피 (공)                 |
| 15   | 에너지부 장관       | 크리스 라이트 (공)           |
| 16   | 교육부 장관         | 공석 (공)                    |
| 17   | 보훈부 장관         | 더그 콜린스 (공)             |
| 18   | 국토안보부 장관     | 크리스티 노엠 (공)           |

## 같이 보기
- 지정생존자 (드라마)